# The Dell (Southampton)
 The Dell  est un ancien stade de football localisé à Southampton (Angleterre), enceinte du club du Southampton Football Club entre 1898 et 2001.

## Histoire
Ce stade de 25 000 places est inauguré le 3 septembre 1898. Le record d'affluence est de 31 044 spectateurs le 8 octobre 1969 pour un match de championnat Southampton-Manchester United. 
Le terrain est équipé d'un système d'éclairage pour les matchs en nocturne en octobre 1951. 
Southampton FC abandonne ce stade lors de l'été 2001. L'enceinte sportive est démolie la même année.